# 祁答院家住宅
祁答院家住宅（けどういんけじゅうたく）は鹿児島県伊佐市大口里にある江戸時代の武士住居遺構。国の重要文化財。

## 概要
祁答院氏は中世から続く薩摩国有力国人の一人であったが、江戸時代には島津氏の配下となり大口に移住した。『祁答院氏系図』によると承応5年（1653年）頃建てられたとされるが、現在の建物は18世紀前半頃に建てられたと考えられている。郷士住宅として貴重な遺例であり、昭和50年（1975年）に重要文化財に指定された。
住居は客間である「おもて」と日常の間である「なかえ」「うすにわ」から構成されている。
現在も住居として使われているため、見学には予約が必要である。